# حوض إولميدان

أحواض غرب إفريقيا

حوض إولميدان هو حوض داخلي رئيسي جنوب الصحراء الكبرى في غرب إفريقيا، ويمتد حوالي 1,000 كيلومتر (620 ميل). من الشمال إلى الجنوب و 800 كيلومتر (500 ميل) من الشرق إلى الغرب. وهي تغطي غرب النيجر وأجزاء من الجزائر ومالي ونيجيريا. سمي على اسم إولميدان، وهو اتحاد للطوارق يعيشون في المنطقة الوسطى من النيجر. يتطابق نطاقها الجغرافي إلى حد كبير مع منطقة أزواغ.

## الوصف
يبدو أن منطقة حوض إولميدان قد بدأت في التراجع في انقراض البرمي-الثلاثي، وشهدت تقلبًا تدريجيًا خلال أواخر العصر الطباشيري إلى العصر الباليوجيني، بينما تمتلئ بثبات بالرواسب. هناك اتجاهان بارزان عبر مركز الحوض، بينما توجد اتجاهات أخرى في الشمال الشرقي للحوض بالقرب من جبال آير.

## علم الطبقات
تتراوح الرواسب من العصر الكمبري إلى العصر الجليدي من 1,500 إلى 2,000 متر (4,900 إلى 6,600 قدم)، مع طبقات متعاقبة تشكلت عندما كان الحوض تحت سطح البحر وفوق مستوى سطح البحر. تشمل المعادن ذات القيمة المحتملة اليورانيوم وخامات النحاس ورواسب الفحم والملح. النيجر هي واحدة من أكبر منتجي اليورانيوم في العالم.
تشكيلات حوض إولميدان
- تشكيل جواندو
- تشكيل كالامبينا
- تشكيل وورنو
- تشكيل تالوكا
- تشكيل دوكماجي
- مجموعة إجدمان
- مجموعة ماجياس
  - تشكيل فارين دوتشي
  - في تكوين بيتين
- تشكيل حديقة حيوان بابا
- تشكيل الانلارا
- مجموعة شركات تيجاما
  - تشكيل فراك
  - تشكيل أشقر
  - تشكيل الرب
  - تشكيل تازولي
- مجموعة الرهازر
  - تشكيل تيورارين
- مجموعة تيفيدت
  - تاجريزو من الحجر الرملي
- مجموعة أغاديز[17]
  - تشكيل الأسواس
  - تشكيل تشيريزرين
  - تشكيل تلوا
- مجموعة إزيغواندان[17]
  - تشكيل مرادي
  - تشكيل تماميت
  - تشكيل تيجيا
  - تشكيل إزيغواندان